# Кофе с лимоном
«Кофе с лимоном» — социальная драма совместного российско-израильского производства, первый русско-израильский фильм. По мнению Арона Канторовича, фильм тематически близок к «Паспорту» Георгия Данелии. Фильм о сложности адаптации к жизни в новой стране.

## Сюжет
Известный советский актёр Валерий Островский направляется с семьёй на постоянное жительство в Израиль, где ему обещана высокооплачиваемая работа. По приезде, однако, всё оказывается совсем не так, и ностальгия и трудности с языком заставляют Валерия предпринять попытку вернуться. Однако за время его отсутствия жизнь на родине поменялась, стала не только неспокойной, но и опасной. Точку в его судьбе ставит случайная пуля во время октябрьских событий в Москве.
Режиссёр и соавтор сценария Леонид Горовец рассказывал, что первоначально концовка фильма задумывалась не такой печальной: вернувшись в Москву, Валерий находит родной театр закрытым, а на заколоченных дверях видит записку: «Театр закрыт. Все ушли на митинг». Но жизнь внесла свои коррективы: вооружённую конфронтацию съёмочная группа снимала прямо из окна на Красной Пресне, а потом был изменён и сценарий.

## В ролях
- Александр Абдулов — Валерий Островский
- Ефим Абрамов — Фима, администратор (озвучил Семён Фарада)
- Брурия Альбек — Михаль, учительница в Израиле
- Татьяна Васильева — Жанна
- Валерий Гурьев — Алекс Кубышев, экстрасенс (озвучил Александр Пашутин)
- Марина Белкина — жена экстрасенса
- Александр Збруев — Володя Бессмертнов, друг Островского
- Мамука Кикалейшвили — клоун
- Дмитрий Марьянов — молодой актёр
- Валентин Никулин — пианист
- Цахи Ной — фотограф
- Ширли Деше — Марина
- Семён Фарада — коллега Островского
- Леонид Ярмольник — Леша
- Владимир Воробьёв — режиссёр в театре

## Критика
Израильской прессой фильм был воспринят критически. В частности, резко отрицательно отозвался о ленте рецензент газеты «Гаарец» Ури Клайн. Критик отмечает, что сама идея сделать героем картины об эмиграции театрального актёра, для которого язык — основное орудие труда, могла стать основой для удачной интерпретации и что местами у зрителя действительно возникает чувство, что режиссёр на пороге большого откровения. Однако при этом, по мнению Клайна, такие моменты редки, а в целом лента оставляет впечатление «брюзгливой», механистической и полной отрицательных стереотипов. О стереотипно-негативном изображении израильтян («толстых, неуклюжих и равнодушных») и о ходульности сюжета (в частности его финала) пишет и рецензент «Едиот ахронот». Отмечается господствующее в фильме чувство несовместимости репатриантов из России и израильского общества, визуальным образом которой становятся провальные попытки поместить концертный рояль в караван — временное жильё, характерное для лет «большой алии». «Русский» театр «Гешер», бывший символом культурного взаимодействия репатриантов из России и израильского общества, также показан в фильме в карикатурном виде. Рецензент газеты «Аль ха-мишмар» сравнивает злоключения главного героя фильма с трудностями, которые испытал снимавший его режиссёр (сам Горовец против такой интерпретации возражает, поскольку, по собственным словам, ему «на жизнь в Израиле грех жаловаться»). Эти трудности — организационные и финансовые — критик называет возможной причиной слабости получившейся в итоге ленты.